# Hilduin (Mailand)
Hilduin (italienisch Ilduino) († 23. oder 24. Juli 936) war von 920 bis 921 Bischof von Lüttich, von 928 bis 932 Bischof von Verona und von 932 bis zu seinem Tod Erzbischof von Mailand.

## Leben
Hilduin, ein Kleriker aus Lüttich, wurde 920 nach dem Tod Stephans von Tongern zum Bischof von Lüttich ernannt. Er hatte die Unterstützung von Giselbert von Lothringen und dem ostfränkischen König  Heinrich I., die Bischofsweihe erfolgte durch den Kölner Erzbischof Hermann I. Es gab jedoch einen Gegenkandidaten, den Prümer Abt Richer, der vom westfränkischen König Karl III. unterstützt wurde. Papst Johannes X. entschied den Konflikt. Er weihte Richer am 4. November 921 zum Bischof von Lüttich und exkommunizierte Hilduin, nachdem der Papst beide in der Sache befragen wollte, Hilduin aber im Gegensatz zu Richer nicht beim Papst vorstellig geworden war.
Bis 926 schweigen sich die Quellen über ihn aus. Seine Anwesenheit ist wieder zur Krönung von Hugo I. zum König von Italien in Pavia belegt, mit dem er nach einigen Quellen in verwandtschaftlicher Beziehung stand. Bis 928 blieb er zusammen mit Rather von Verona am Hof von Hugo I., als er nach dem Tod des Bischofs von Verona auf Wunsch des Königs dessen Stelle einnahm. Nach dem Willen Hugo I. sollte Hilduin das Amt nur vorübergehend besetzen und auf den Bischofssitz nach Mailand wechseln, sobald er vakant werde. Nach dem Tod des Erzbischofs von Mailand Lamperto im Juni 931 wurde Hilduin 932 zum Erzbischof von Mailand geweiht, während Rather von Verona sein Nachfolger in Verona wurde.
Über seine Zeit als Erzbischof von Mailand liegen nur spärliche Informationen vor. Bekannt ist, dass er gegen seinen Willen 936 einen dreijährigen unehelichen Sohn Hugo I. als Archidiakon aufnehmen musste, der nach den Wünschen des Königs die Nachfolge auf dem Bischofsstuhl antreten sollte. Der vorzeitige Tod Hilduins im Juni 936 machte den Plänen des Königs allerdings einen Strich durch die Rechnung.